# Genova & Dimitrov

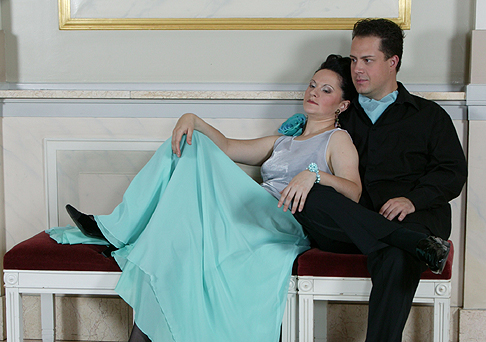
Aglika Genova & Liuben Dimitrov (2006)

Genova & Dimitrov (bulgarisch Генова и Димитров) ist ein deutsches Klavierduo; die vollen Namen der beiden Pianisten lauten Aglika Genova (bulgarisch Аглика Генова, * 29. Juni 1971 in Plowdiw) und Liuben Dimitrov (bulgarisch Любен Димитров, * 12. Oktober 1969 in Russe).

## Geschichte
Das Duo wurde im Herbst 1995 in Hannover gegründet. Im selben Jahr gewannen die heutigen ECHO KLASSIK-Preisträger als damals nur zwei Monate junges Duo den Bellini-Musikwettbewerb in Caltanissetta, 1996 den ARD-Musikwettbewerb in München und den Tokio-Klavierduo-Wettbewerb, 1997 schließlich den Dranoff Two Piano Competition in Miami.
Die beiden in Bulgarien geborenen Künstler griechischer Abstammung erhielten mit fünf Jahren ihren ersten Klavierunterricht. Sie wurden in Spezial-Musikgymnasien für talentierte Kinder ausgebildet und hatten mit neun Jahren ihre ersten öffentlichen Auftritte mit Orchester. Sie setzten ihre Solostudien an der Musikhochschule Sofia bei Julia und Konstantin Ganew fort. Seit 1993 arbeiten die Künstler eng mit Wladimir Krainew an der Musikhochschule Hannover zusammen. Dort absolvierten sie ihre Abschlussprüfungen zum Diplom-Konzertsolisten.
Genova & Dimitrov spielten bei der EXPO 2000 und bei der Eröffnung der Olympischen Winterspiele 2002 in Salt Lake City. Das Duo erhielt Einladungen zum Schleswig-Holstein Musik Festival und Rheingau Musikfestival, zu den Ludwigsburger Schlossfestspielen und Schwetzinger Festspielen, zum Musikfestival Gstaad, MDR-Musiksommer, Klavierfestival La Roque d’Antheron, Ravello Musikfestival, Music Festival of the Hamptons und zum Chopin Klavierfestival (Duszniki).
Orchesterpartner des Duos sind die Rundfunkorchester in München, Hannover, Kaiserslautern, die Stuttgarter Philharmoniker, das New World Symphony Orchestra, das Savannah Symphony, das Bulgarische Nationalrundfunkorchester, das Sofia Soloists String Orchestra, das Sofia Philharmonic, das Beijing Symphony, das Moscow Symphony Orchestra, die Ukrainische Nationalphilharmonie, die Kapstadt und die Durban Philharmoniker, das Musica Viva Moskau, das Minsk Orchestra und die Polnische Kammerphilharmonie. Dirigenten waren dabei Eiji Ōue, Ari Rasilainen, Alun Francis, Toshiyuki Kamioka, Leos Svarovsky, Wojciech Rajski, Robin Gritton und Alexander Rudin. Im September 2006 trat Genova & Dimitrov mit dem NDR-Chor Hamburg bei den Niedersächsischen Musiktagen auf.
Daneben wirkte das Duo bei internationalen Fernseh- und Rundfunkproduktionen mit. Im August 2005 waren Aglika Genova und Liuben Dimitrov als Juroren des ARD-Wettbewerbs in München tätig. Die Künstler leiten außerdem Meisterklassen und Workshops in den USA, Deutschland und Südafrika.
Im Herbst 2008 wurden Genova & Dimitrov Dozenten an der Hochschule für Musik, Theater und Medien Hannover, wo sie seitdem eine Klasse für Klavierduo leiten.

## Diskographie
- Dmitri Shostakovich – Complete Works for Piano Duo (cpo)
- Bulgarian Impressions / Pancho Vladigerov – Complete Works for Piano Duo (cpo)
- Martinu & Schnittke, Concertos for Two Pianos (cpo)
- Johann Christian Bach – Complete Works for Piano Four Hands (cpo)
- Muzio Clementi – Piano Sonatas for Two (cpo)
- French Concertos for Two Pianos - Milhaud, Poulenc, Casadesus (cpo)
- America for Two / Gershwin, Copland, Bernstein (cpo)
- Maurice Ravel – Favorite Flavours (cpo)
- Felix Mendelssohn Bartholdy – Concertos for Two Pianos 1 & 2 (cpo)
- Anton Arensky – Fünf Suiten für zwei Klaviere (cpo)
- Franz Liszt – Werke für zwei Klaviere (cpo)
- Béla Bartók, Victor Babin: Concertos for Two Pianos & Orchestra (cpo)[4]